# حركة عزم
حركة عزم هي حركة جزائرية، حركة ديمقراطية محافظة، شعبية، وَطنية، وحسب بيان تأسيس الحركة فإنها تمثل امتدادا للحركة الوطنية ومبادئها وأهدافها، من حزب نجم شمال إفريقيا إلى جبهة التحرير الوطني التي فجرت الثورة التحريرية، وأن بيان الفاتح نوفمبر يعتبر مرجعية لها في إطار المبادئ الإسلامية لبناء الدولة الجزائرية، وتتبنى حركة عزم شعار: السيد الوحيد هو الشعب.

## تاريخ

### النشأة
نشأة الحركة تعود في بداية انطلاق الحراك الشعبي في الجزائر بتاريخ 22 فبراير 2019، أسس الحركة ناشطون سياسيون شباب يحملون شهادات في العلوم السياسية وأخرى في الإعلام وعدد هام من أساتذة السياسة والقانون في الجزائر وذلك بعد إطلاق «مبادرة عزم».

### التأسيس
أعلن عن تأسيسها بتاريخ 16 مارس 2019، أودعت حركة عزم ملف و طلب الترخيص بعقد مؤتمرها التأسيسي، يوم الثلاثاء 27 أوت 2019 لدى مصالح وزارة الداخلية.

#### الأمانة العامة المؤقتة
قائمة أعضاء الأمانة المؤقتة عند تأسيس الحركة:
- حسام حمزة (مكلف بالإعلام).[9][1][10][11]
- فاتح ماضي.[1][9][10][12]
- توفيق هيشور.[1][9][10][7]
- أحمد مجاهد شنوف.[1][9][10]
- فيصل عثمان.[1][9][10]
- هشام مطاطله.[9][1][10]